# Königreich Jórvík
Das Königreich Jórvík mit der Hauptstadt Jórvík (das spätere York) war ein Territorium der Normannen in Nordengland. Die Könige kontrollierten neben ihrem eigentlichen Gebiet (im Wesentlichen Northumbria) zeitweise auch die Gegend um Dublin, die Isle of Man und die Five Boroughs of Mercia. Umgekehrt saßen auch die Könige von Dublin auf dem Thron, die Könige von Wessex annektierten das Gebiet, wobei sie den Titel zu dem eines Earl of York herunterstuften.

## Geschichte
York wurde von den Römern im Jahre 71 n. Chr. als Eboracum gegründet, was übersetzt wahrscheinlich „Ort der Eibenbäume“ heißt. Nach dem Abzug der Römer wurde es von den Angelsachsen zur Hauptstadt des Königreichs Deira, das danach im Königreich Northumbria aufging. Im November 866 wurde es von dem Großen Heidnischen Heer der dänischen Wikinger eingenommen, die in East Anglia gelandet waren. Von dort zogen sie direkt nach Norden, mit der Unterstützung von Edmund dem Märtyrer, König von East Anglia, der ihnen Pferde stellte. Damit wollte er die Wikinger von einem Einfall in East Anglia abhalten und gleichzeitig Unterstützung gegen den Rivalen um die Vorherrschaft in der Heptarchie erhalten.
Die Rivalen um die Königswürde in Northumbria einigten sich auf einen Waffenstillstand, um gemeinsam die Stadt im März 867 zurückzuerobern. Der Angriff schlug fehl, und die Wikinger konnten ihren Einfluss auf das Königreich Deira ausdehnen, während sich der Hof von Northumbria in den Nordteil des Landes, nach Bernicia, flüchtete.
Die Wikingerangriffe aus Mercia im Jahre 869 scheiterten danach, ebenso wie ihr groß angelegter Angriff auf Wessex, am Widerstand von König Æþelræd I. und König Alfred dem Großen.
Jórvík wurde die Hauptstadt eines kleinen, aber florierenden Königreiches, das in das Danelag einverleibt wurde. Als Guthrum gegen East Anglia ins Feld zog, blieb Halfdan Ragnarsson als König zurück. Unter der Regentschaft Halfdans wurde Jórvík als „Dänisches Reich“ betrachtet, in der Folge wurde es jedoch den Norwegern überlassen, die auch dafür zu kämpfen hatten. Die Dänen übernahmen dafür das Königreich East Anglia. Die „Five Boroughs“ waren eine Art Pufferzone zwischen den beiden Reichen. Nordengland blieb unter norwegischem Einfluss, bis Harald III. von Norwegen in der Schlacht von Stamford Bridge im Jahr 1066 fiel.
Der Platz, an dem der Palast der normannischen Könige errichtet wurde, ist als „Konungsgårthr“ und heute als „Kings Square“ bekannt. Das Königreich Jórvík ging 954 in England auf, jedoch ohne dass dies seinen wirtschaftlichen Erfolg geschmälert hätte. Rund um die erste Jahrtausendwende lebten nur in London mehr Menschen auf den Britischen Inseln. Erst unter Wilhelm dem Eroberer verlor Jórvík seine Unabhängigkeit.

## Könige von Jórvík
- Halfdan Ragnarsson, 875–877
- 877–883 möglicherweise Interregnum
- Guthfrith I., 877 oder 883–894 mit:
  - Sigfrith 883–?
- Knut Röriksson, 894-?
- Ethelwald, frühes 10. Jahrhundert
- Halfdan II. Haraldsson, 902–910 mit:
  - Eowils, 902–910
  - Ivar, 902–910
- Ragnald I., 912/9–921
- Sihtric der Blinde, 921–927, König von Dublin
- Guthfrith II. Sihtricsson, 927, König von Dublin

- Teil Englands 927–939

- Olaf Guthfrithsson, 939–941, König von Dublin
- Olav II., 941–943, König von Dublin
- Ragnald II., 943–944
- Olav II. (2. Mal) 944

- Zu England 944–948

- Erik Blutaxt, 948–949, König von Norwegen
- Olav II. (3. Mal) 949–952
- Erik Blutaxt (erneut) 952–954